# Saint-Maime-de-Péreyrol
Saint-Maime-de-Péreyrol là một xã, nằm ở tỉnh Dordogne vùng Aquitaine của Pháp. Xã này có diện tích 10,75 kilômét vuông, dân số năm 2005 là 257 người. Xã nằm ở khu vực có độ cao trung bình 228 m trên mực nước biển.

## Thông tin nhân khẩu
| Năm    | 1962 | 1968 | 1975 | 1982 | 1990 | 1999 | 2005 |
| ------ | ---- | ---- | ---- | ---- | ---- | ---- | ---- |
| Dân số | 284  | 270  | 266  | 276  | 264  | 265  | 257  |